# Абухосро
Абухосро, также Абу-Хусро, Абухисро и Абухуасро (жил в VIII веке) — правитель государственного образования Хунзахское нуцальство в середине VIII века. Это имя встречается в грузинском сочинении «Историческая хроника псевдо-Джуаншера» в которой сказано, что в VIII веке «тушами», то есть обитателями Тушетии, расположенной в верховьях Андийского Койсу, а также «хунзами и всеми язычниками тех мест правил» князь Абухосро, которому «Историческая хроника» дает грузинский титул эристав — «воевода». Вторая часть имени Абухосро — «Хосро» — означает в переводе с персидского языка «повелитель, царь», либо собственное персидское имя Хосров. Первая же часть имени — «Абу» — арабское слово «отец»; часть арабского имени (кунья), означающая «отец того-то». Образует род нисходящего отчества для перворождённого сына, таким образом получается что он был отцом своего старшего сына, чьё имя было Хосро, а его самого собственное имя неизвестно. Именно в годы его жизни произошло вторжение арабского полководца Марвана в Дагестан, который подчинил правителя хунзов в 739 году.

## Происхождение
В родословной аварских нуцалов в исторической хронике Мухаммеда Рафи (XIV век) «Тарихи Дагестан» первым в длинном перечне предков хана Саратана назван Ар скан (возможно Арусхан, Арасхан, Урусхан (последнее буквально переводится как «Русский хан»). В летописи о походе Газиев на общество Шубут, отцом Саратана прямо назван Урус, и что они потомки Абу-Хусро. Далее у Мухаммада Рафи: «Султаны Авара, которые из рода султанов урус …». Опять же «урус» с аварского можно перевести как «русский».
«Абухосро» в грузинском источнике "ПсевдоДжуаншера", представляется «потомком правителей нагорья».
Также писарь Имама Шамиля Хаджи али Нахибаши из с. Чох, указывал, что хунзахские правители — это пришельцы с севера из племени «руссов». Далее он сообщает, что главнейшими из дагестанских ханов были — аварские, избрание которых было совершенно сходно с избранием русских царей. На троне аварском не восседал никто кроме ханов из рода их, до его пресечения в мужском и женском колене, как это известно и подтверждается сохранившимися рукописями и преданием. Если бы прекратился род аварских ханов, то на престол должен был быть избран хан из русских. 
В хронике «История Ирхана», говорится, что жители Хадара (Кадар или Хазария) и Авара - «чистые русы», что подтверждает версию о том, что по сути это один и тот же народ.

## Биография
Дагестанские источники, описывая первые походы арабов на «страну вражды» пишут, что, услышав об этом, «все неверные собрались вместе с войсками урусов (авар) у города Джур (Чор)». Двигаясь дальше, мусульманское войско разгромило Гумик, Хайдак и приступило к завоеванию Сарира (Ирхан, Авар). После долгого сопротивления «владетель трона убежал в Тушетию или Ункратль. По другой версии, правитель Сарира находился в столице, Мерван осадил его, но так и не смог взять крепость штурмом, пытаясь несколько раз. По словам Ибн Асама ал-Куфи, прошёл даже «полный год», прежде чем Мерван понял что напрямую взять штурмом крепость не удастся и пошёл на хитрость. В конце концов под видом арабского посла он оказался внутри и ему удалось рассмотреть все слабые места в обороне. Затем Марван «поднялся один наверх» и, остановившись у ворот замка, попросил впустить его, ибо он «посланец Марвана». Стража доложила правителю Сарира о прибытии посланца. Тот разрешил впустить его вовнутрь. Марван вошел и с почтением вручил сарирскому владыке письмо. Переводчик после ознакомления с текстом письма «стал переводить его на свой язык, передавая царю его содержание». Там было написано, что Марван размышляет: «То ли мне уйти, то ли нам в конце концов помириться?» Предположив не без оснований, что арабы, если им показать прочность своих позиций, большие запасы воды и провианта, прекратят осаду и уйдут, правитель Сарира, допуская, что посланник может быть одновременно и разведчиком, приказал показать ему оборонительный комплекс. Здесь, однако, сарирский правитель недооценил арабскую военную машину, которая вобрала в себя многовековые достижения многих стран Востока и Запада, и допустил большую ошибку. Он предполагал, что, показав посланнику-разведчику хунзахский оборонительный комплекс, вынудит арабское командование снять бесполезную осаду. Марван, который был прекрасным знатоком военного дела, заметил, однако, в природных и военных укреплениях слабые места, через которые арабская армия с ее таранами, камнеметами и прочей боевой техникой сумеет подойти к стенам «замка», взятие которого уже не представило бы большой трудности.
Возвратившись в лагерь, Марван написал второе письмо правителю Сарира, в котором сообщил о своем дерзком поступке, а также о том, что он заметил слабые места в природных укреплениях, являвшихся главной защитой для его местопребывания, Поняв, что теперь может последовать штурм его «замка, называемого Хунзах», обещавший быть, скорее всего, удачным для обученной, технически прекрасно оснащенной арабской армии, правитель Сарира решил подчиниться победоносному мусульманскому халифату. Он «написал Марвану», скорее всего по-арабски, и «запросил у него мира», чтобы сохранить элиту, а следовательно, государство и этнос. После этого в 739 году вблизи Хунзаха был заключен мирный договор между мусульманами и сарирцами. Первые воздержались от вступления в местонахождение золотого трона — «замок, называемый Хунзах», а правитель Сарира обязался доставлять в Дербент ежегодно по тысяче голов скота, по 500 крепких отроков, по 500 красивых белокурых чернобровых девушек, а также до 100000 мер зерна в дербентские зернохранилища.
В грузинском же сочинении «Историческая хроника псевдо-Джуаншера» сказано, что в эпоху походов Марвана, который подчинил Хунзах в 739 году, на Кавказ и прилегающие территории в Грузии правителем был Арчил, сын Стефаноза, а его современником являлся правитель хунзахцев, точнее сарирцев, Абухосро. В названном сочинении сообщается, что после ухода Марвана из Грузии царь Арчил прибыл в Кахетию. Далее сказано, что в то время «тушами», то есть обитателями Тушетии, расположенной в верховьях Андийского Койсу, а также «хунзами и всеми язычниками тех мест правил» князь Абухосро, которому «Историческая хроника» дает грузинский титул эристав — «воевода». В то время князь Абухосро, владел, согласно тексту псевдо-Джуаншера, еще и областью Цукети, отождествляемой обычно с бассейном р. Курмухчай. В связи с данными грузинскими сообщениями, говорящими о сосредоточении в руках одного правителя власти над хунзахцами и «всеми язычниками тех мест», то есть над Сариром, а также над Тушетией и частью территории Закаталов, необходимо обратить внимание на информацию по данному поводу, приводимую в иных, независимых письменных источниках.
Этот царь Арчил побывал в Цукетии и Эретии. Деятельность грузинского царя на территории северо-западной Албании объясняется попытками грузинских властей и духовенства, пользуясь политической обстановкой, распространить христианство и свою власть в соседних землях. Можно предположить, что поход Марвана в 738 году в горный Дагестан проходил через территорию данной зоны, потому как стратегические пути связывали Эретию с Сариром. Процесс продвижения ислама в Нагорный Дагестан через Эретии и из других областей Кавказской Албании отражается также и в грузинских источниках. Они же сообщают о том, что одновременно грузинское государство предпринимало попытки христианизации этого края: «пришел правитель Грузии Арчил в Кахетию и отдал её всем своим дружинникам,… потом осел в Цукетии, построил замок Касри, а в ущелье Лаквасти возводил крепость». Под Лаквасти  имеют в виду Лекетское ущелье в Закаталах или же Лагодехи. Далее М.Джанашвили отмечает, что «он (Арчил) не изъявил желания отнять у Абухосро, царя Цукетии, его земли, под властью которого находились тушы, хунзды. Арчил построил в междуречье город-крепость Нухпати. Но пришел Марван и истребил нухпатцев». Исследователь Г.Гейбуллаев идентифицирует «Нухпати» – крепость в междуречье – с аварским селением Нухбик (ныне Ёлайрыдж), к востоку от Китихор, примерно в 25 км. к югу от современной Закаталы. Слово Нухбикь переводится с аварского языка как «развилка дорог».
Абухвасро активно поддерживал христианских миссионеров. В западных районах началась активная миссионерская деятельность. В идеологической области, в частности, в распространении христианства, Грузия проводила систематическую, планомерную работу и добилась значительных успехов. По сообщению грузинской хроники царь Арчил, насильно обращает в христианство язычнков, в том числе гуннов и хунзов. "Он прибыл в Цукетию и выстроил там церковь Касри". В IX - X века на Северном Кавказе характеризуются повсеместным "парадом" христианских памятников и значительным укреплением позиций христианства. Это было последствием активной идеологической деятельности ряда христианских государств в X - XIII веках - Византии, Грузии и Руси (Тмутараканское княжество).
Опираясь на данные Ибн аль-Факиха, который пишет, ссылаясь на Ахмада ибн Вадиха ал-Исбахани, служившего письмоводителем у владетельных князей и высокопоставленных чиновников халифатской провинции Арминийа, что в провинции Арминийа, в состав которой входили территории Восточной Грузии и современного Азербайджана, имелось 18 тысяч селений. Из них в пределах арминийского «государства» Арран с центром в Берде находилось «четыре тысячи селений, большая часть которых — селения владетеля Сарира», резиденцией которого был Хунзах. Сведения Ахмада ибн Вадиха ал-Исбахани не датированы. Однако, судя по тому, что в то время Сарир пребывал в составе провинции Арминия, названные сведения следует датировать не позднее середины IX века. Скорее даже они относятся к концу VIII века; любопытно, что в 775 году арабским правителем Арминии был Вадих ал-Аббаси, сыном которого мог являться Ахмад ибн Вадих ал-Исбахани, чьи свидетельства в определенной степени подтверждают слова грузинской «Исторической хроники» о принадлежности по крайней мере части Закатальской зоны Абухосро, который являлся правителем над «хунзами» во время Арчила, то есть в 40—50 годы VIII века. Сообщение же псевдо-Джуаншера о вхождении Тушетии и Хунзаха в состав одного горского государства подтверждается, например, дагестанским арабоязычным источником «Тарихи Дагестана». Там сказано, что в доисламскую эпоху истории Аварии тушины были подданными — раятами князей, сидевших в Хунзахе.
В 785/86 гг., как пишет ал-Якуби, имели место смуты в провинции Арминия. По сообщению «Исторической хроники псевдо-Джуаншера», примерно через 50 лет после похода Марвана на Грузию, то есть между 785—787 годами, грузинский правитель Арчил создал интересный брачный союз. Он «выдал замуж женщину из рода Абухосро» (по другой версии жену Абухосро), который считался правителем «хунзов» и других горцев, за одного из родичей южно-грузинских владетельных князей, носивших иранский титул питиахш: «регент, вице-король; хранитель границы». Женщина та была «вдовой и не имела мужа». Арчил, устроив ее брак с членом рода питиахшей, «даровал им Цукети» — «заодно с крепостью и замком». В свете вышеприведенного указания ал-Якуби данную информацию псевдо-Джуаншера надо, видимо, понимать следующим образом: в ходе смут в Закавказье, происходивших в 785/86 г., Арчил сумел организовать дело так, что правители Сарира, сидевшие в Хунзахе, лишились ранее подвластных им закавказских территорий или по крайней мере части их.